# Будычина
Буды́чина (укр. Будичина; в верховье Руда) — река на Украине, в Романовском и Чудновском районах Житомирской области, левый приток Тетерева(бассейн Днепра). Длина — 15 километров.
Берёт начало к востоку от села Гордиевка на высоте 286 метров над уровнем моря. К югу от села Романовка устроен каскад прудов для ведения хозяйства. Впадает в Тетерев на севере Чуднова.